# Región Centro-Oeste de Brasil
La región Centro-Oeste de Brasil una de las cinco grandes regiones en que es dividido Brasil y está formada por tres estados y una unidad federal: Mato Grosso, Mato Grosso del Sur, Goiás y el Distrito Federal, donde se encuentra Brasilia, la capital del país. Posee un territorio de 1.604.852 km² (18,9% del territorio nacional) y una población de 13,2 millones de habitantes.
El Centro-Oeste es la segunda mayor región de Brasil en términos de su superficie territorial. Además, es la región menos poblada del país, y es la segunda de menor densidad poblacional, superada solo por la Región Norte, razón por la que presente algunas concentraciones urbanas en medio de grandes vacíos poblacionales.

## Economía

### Agricultura

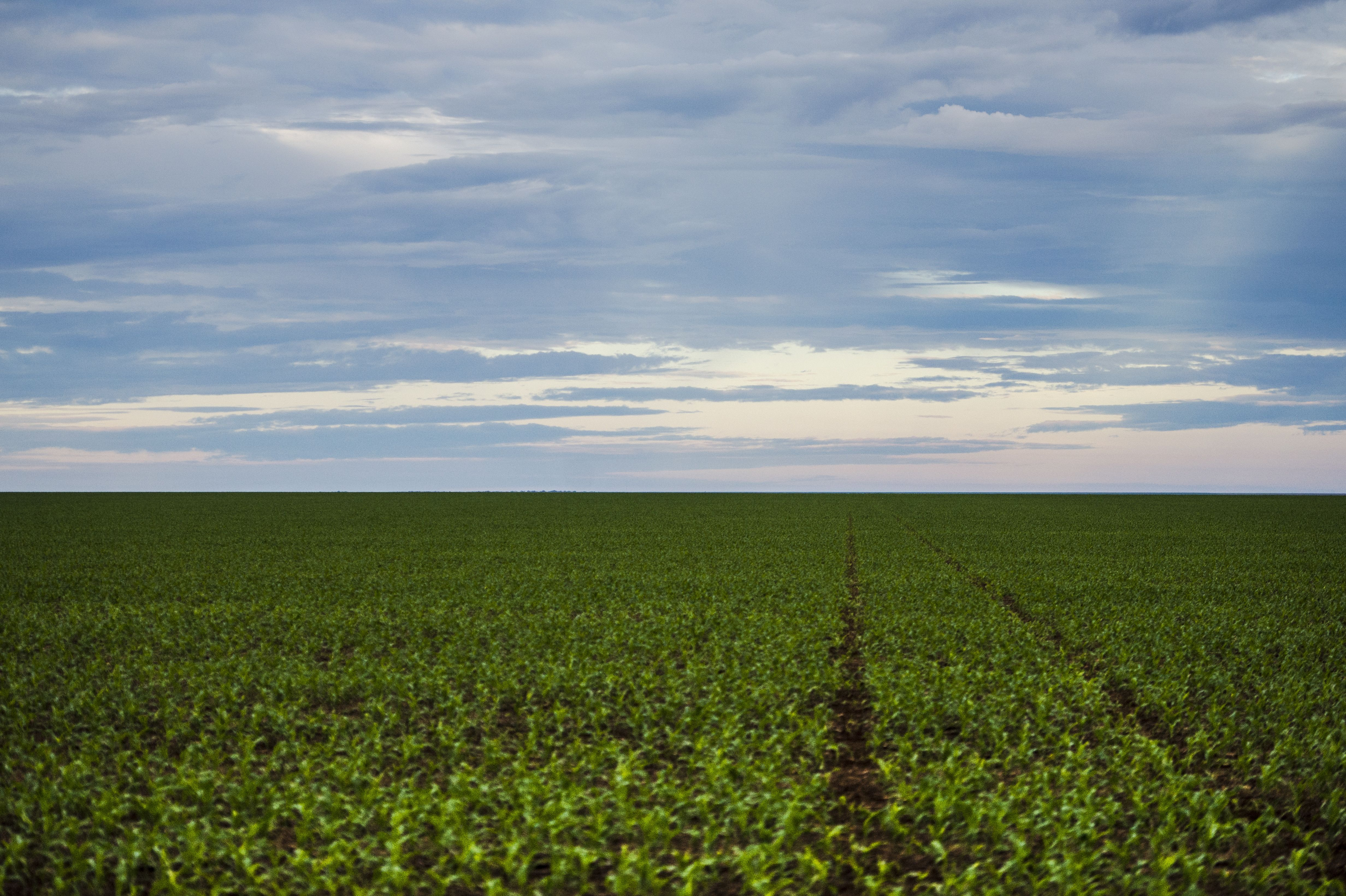
Soja en Mato Grosso

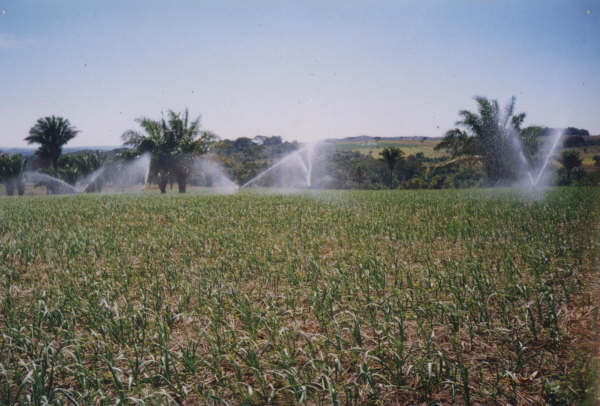
Ajo de regadío, en Goiás

El Centro-Oeste produce el 46% de los cereales, legumbres y oleaginosas del país: 111,5 millones de toneladas en 2020.
Mato Grosso lidera como el mayor productor nacional de granos del país, con una participación de 28,0%, con Goiás (10,0%) en el 4.º lugar y Mato Grosso do Sul (7,9%) en el 5.º lugar.
Mato Grosso es el mayor productor de soja de Brasil, con el 26,9% del total producido en 2020 (33,0 millones de toneladas). En la cosecha 2019/20, Goiás fue el cuarto mayor productor de soja, con 12,46 millones de toneladas. Mato Grosso do Sul produjo 10.5 millones de toneladas en 2020, uno de los estados productores más grandes de Brasil, alrededor del quinto lugar. Brasil es el mayor productor de soja del mundo, con 120 millones de toneladas cosechadas en 2019.
En 2017, Mato Grosso fue el mayor productor de maíz del país; cuarto, Goiás. En 2019, Mato Grosso do Sul también fue uno de los mayores productores de maíz en el país con 10,1 millones de toneladas. Brasil es el segundo mayor productor de maíz del mundo, con 107 millones de toneladas cosechadas en 2019.
Goiás es el segundo mayor productor de caña de azúcar del país, el 11,3% de la producción nacional, con 75,7 millones de toneladas cosechadas en la zafra 2019/20. Mato Grosso do Sul ocupa el cuarto lugar, con cerca de 49 millones de toneladas cosechadas. Mato Grosso cosechó 16 millones de toneladas, quedando en el sexto lugar.
Mato Grosso es también el mayor productor de algodón de Brasil, con alrededor del 65% de la producción nacional (1,8 de los 2,8 millones de toneladas cosechadas en el país). Goiás está en cuarto lugar.
Mato Grosso es el 3.er productor de frijoles del país, con el 10,5% de la producción brasileña. Goiás fue el cuarto mayor productor de frijoles en Brasil en la cosecha 2017/18, con 374 mil toneladas, y tiene alrededor del 10% de la producción del país. Brasil es el tercer productor de frijoles del mundo.
Goiás y Minas Gerais representan el 74,8% de la producción brasileña de sorgo. Goiás tiene el liderazgo nacional: produjo el 44% de la producción agrícola brasileña en el ciclo 2019/2020, con una cosecha de 1,09 millones de toneladas.
Goiás también es líder en producción de tomate brasileño: en 2019 produjo más de 1,2 millones de toneladas, un tercio de la producción total del país.
La Región Centro-Oeste también tiene producciones relevantes de ajo, girasol y mandioca.

### Ganadería

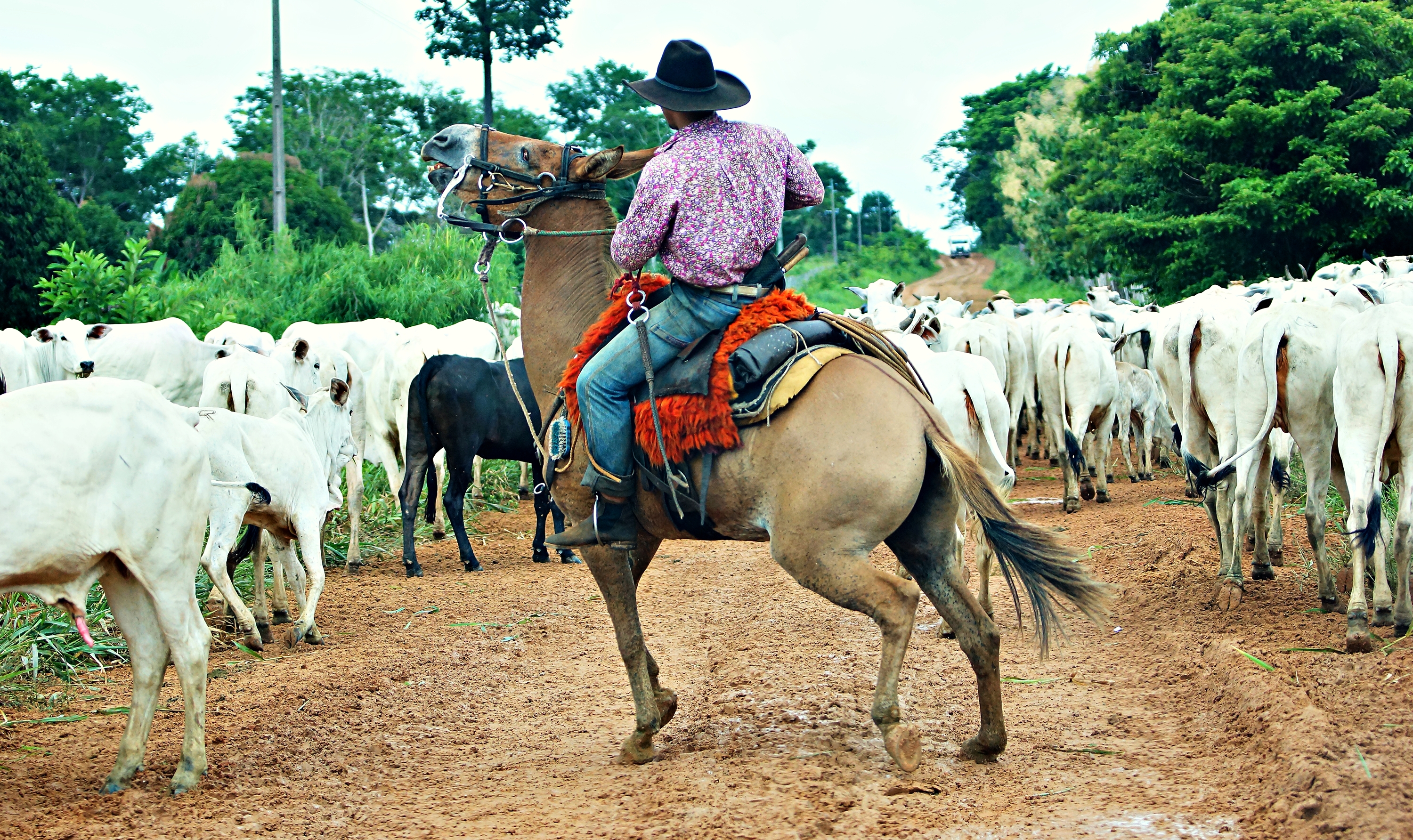
Ganado en Mato Grosso

En ganado, Brasil tenía casi 215 millones de cabezas de ganado en 2017. El Centro-Oeste tenía 74 millones de cabezas, el 34,5% del total brasileño, siendo la región líder del país. En cuanto a la carne de cerdo, Brasil tenía casi 42 millones de cerdos en 2017. El Centro-Oeste tenía casi el 15% del total (6,2 millones). En la avicultura, Brasil tenía un total de 1.400 millones de pollos en 2017. El Centro-Oeste tenía el 12,2% del total (172 millones). En producción de leche, Brasil produjo 33.5 mil millones de litros en 2017. El Centro-Oeste produjo el 12% del total (casi 4 mil millones de litros). En la producción de huevos, Brasil produjo 4,2 mil millones de docenas en 2017. El Centro-Oeste produjo el 11,6% (489 millones de docenas).

### Minería

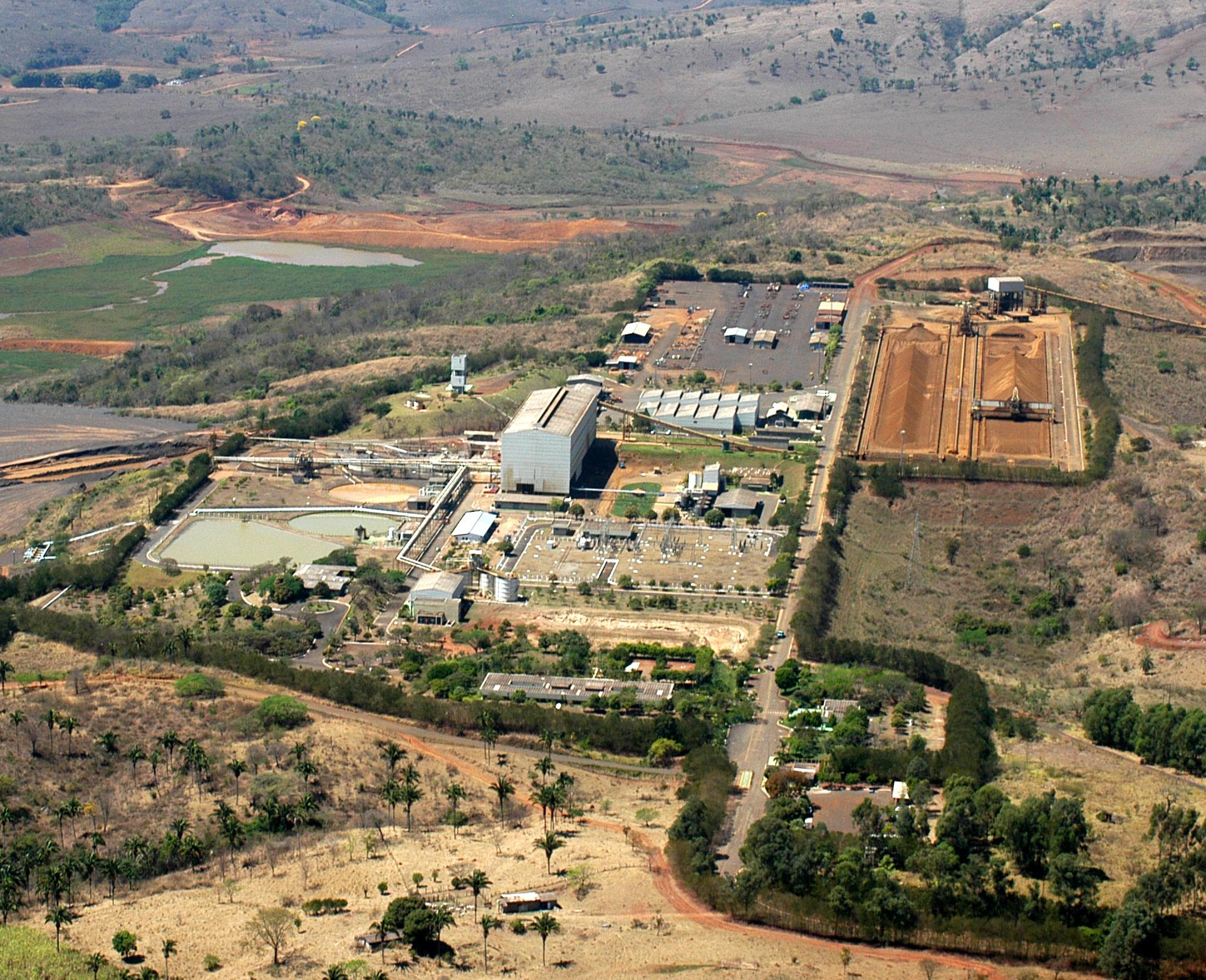
Complejo químico-mineral de la empresa Fosfértil en Catalão.

Goiás tiene el 4.58% de la participación minera nacional (3.er lugar en el país). En 2017, en níquel, Goiás y Pará son los dos únicos productores del país, siendo Goiás el primero en producción, habiendo obtenido 154 mil toneladas por un valor de R $ 1,4 mil millones. En cobre, fue el segundo productor más grande del país, con 242 mil toneladas, a un valor de R $ 1,4 mil millones. En oro, fue el cuarto productor más grande del país, con 10,2 toneladas, con un valor de R $ 823 millones. En niobio (en forma de pirocloro), fue el segundo mayor productor del país, con 27 mil toneladas, con un valor de R $ 312 millones. En aluminio (bauxita), fue el 3.er productor más grande del país, con 766 mil toneladas, por un valor de R $ 51 millones. Aún en 2017, en el Centro-Oeste, Mato Grosso tenía el 1,15% de la participación minera nacional (quinto lugar en el país) y Mato Grosso do Sul tenía el 0,71% de la participación mineral nacional (sexto lugar en el país). Mato Grosso tuvo producción de oro (8,3 toneladas por valor de R $ 1 mil millones) y estaño (536 toneladas por valor de R $ 16 millones). Mato Grosso do Sul tuvo producción de hierro (3,1 millones de toneladas con un valor de R $ 324 millones) y manganeso (648 mil toneladas con un valor de R $ 299 millones).

### Industria

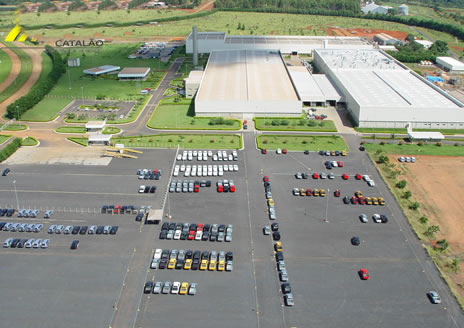
Fábrica de Mitsubishi en Goiás

El Centro-Oeste tiene el 6% del PIB industrial del país.
En Brasil, el sector automotriz representa cerca del 22% del PIB industrial. Goiás tiene fábricas Mitsubishi, Suzuki y Hyundai.
En Três Lagoas, la producción de papel y celulosa es considerable. Mato Grosso do Sul registró un crecimiento por encima del promedio nacional en la producción de celulosa, alcanzó la marca de 1 millón de hectáreas de eucaliptos plantados, amplió su parque industrial en el sector y se consolidó como el mayor exportador del producto en el país en el primer trimestre de 2020. Entre los años 2010 a 2018, la producción de Mato Grosso do Sul se disparó un 308%, alcanzando los 17 millones de metros cúbicos de madera en rollo para papel y celulosa en 2018. En 2019, Mato Grosso do Sul alcanzó el liderazgo de las exportaciones en el producto en el país, con 9,7 millones de toneladas vendidas: 22,20% del total de las exportaciones brasileñas de celulosa ese año.

## Ciudades más populosas
Distrito Federal
- Brasilia: 2.455.903

Goiás
- Goiânia: 1.244.645
- Aparecida de Goiânia: 475.303
- Anápolis: 325.544
- Luziânia: 196.046
- Rio Verde: 149.113
- Águas Lindas de Goiás: 132.203
- Valparaíso de Goiás: 115.023
- Trindade: 97.541

Mato Grosso
- Cuiabá: 527.113
- Várzea Grande: 230.466
- Rondonópolis: 172.471
- Sinop: 105.762

Mato Grosso del Sur
- Campo Grande: 724.638
- Dourados:182.747
- Corumbá: 96.343
- Três Lagoas: 85.376
- Ponta Porã: 72.206
- Aquidauana: 44.904

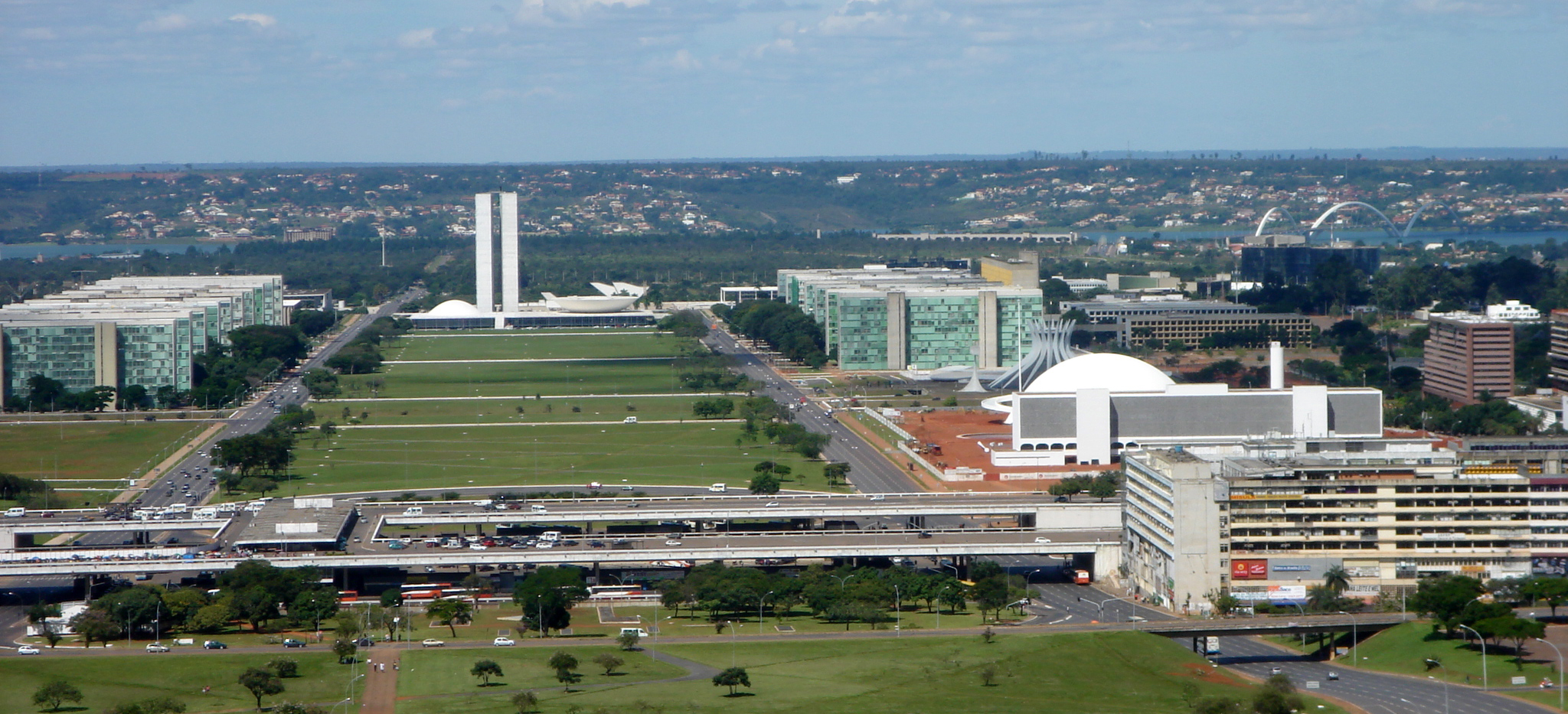
Brasilia.

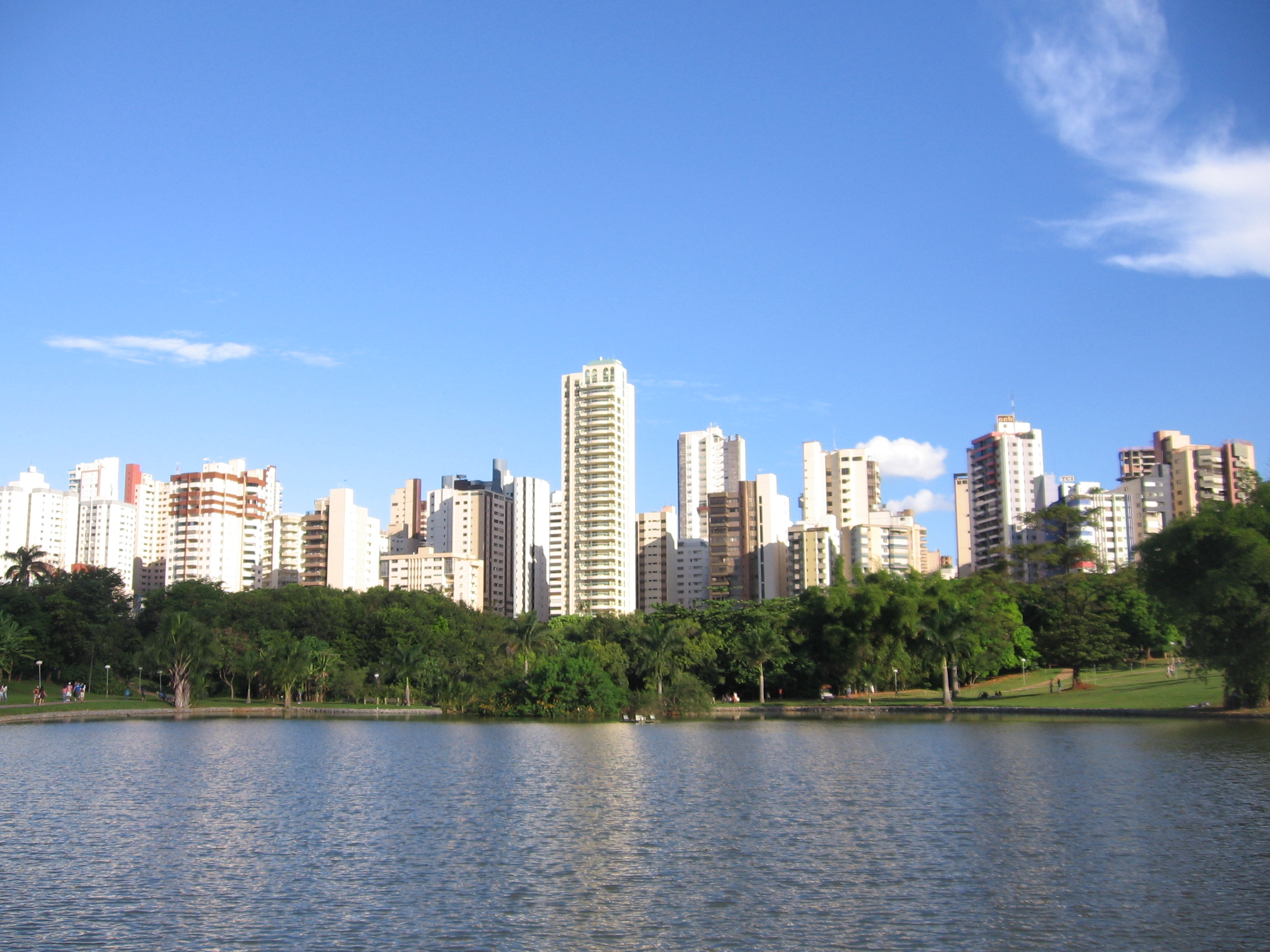
Goiânia.

De acordo com as Censo feito pelo IBGE em abril de 2007.

## Producto interno bruto
| Producto Interno Bruto de la región (IBGE/2004) | Producto Interno Bruto de la región (IBGE/2004) | Producto Interno Bruto de la región (IBGE/2004) | Producto Interno Bruto de la región (IBGE/2004) | Producto Interno Bruto de la región (IBGE/2004) | Producto Interno Bruto de la región (IBGE/2004) |
| Estados                                         | PIB miles R$                                    | % del PIB nacional                              | % del PIB regional                              | PIB per cápita                                  | % del PIB per cápita regional                   |
| ----------------------------------------------- | ----------------------------------------------- | ----------------------------------------------- | ----------------------------------------------- | ----------------------------------------------- | ----------------------------------------------- |
| Distrito Federal                                | 80.517.409                                      | 3,75%                                           | 42,34%                                          | 34.510                                          | 41.7%                                           |
| Goiás                                           | 50.536.490                                      | 2,35%                                           | 26,58%                                          | 8.992                                           | 16.4%                                           |
| Mato Grosso                                     | 37.446.498                                      | 1,74%                                           | 19,69%                                          | 13.365                                          | 22.2%                                           |
| Mato Grosso do Sul                              | 21.642.528                                      | 1,01%                                           | 11,38%                                          | 9.557                                           | 19.7%                                           |
| Región Centro-Oeste                             | 190.141.788                                     | 8,85%                                           | 100%                                            | 14.382                                          | 100%                                            |